# Илос (озеро)
Илос — озеро на востоке Приморского района Архангельской области, расположенное в 92 км к северо-востоку от города Архангельск. Длина озера равна 3 километрам, ширина достигает 2,9 километра. Площадь поверхности — 4,1 км². Площадь бассейна — 62,7 км². Расположено на высоте 72 метра над уровнем моря.
Озеро находится в труднодоступной местности, берега местами заболочены. На западе вытекает река Илосский Исток, впадающая в Козолу, относящуюся к бассейну Белого моря.
Код озера в Государственном водном реестре РФ — 03030000311103000008382.